# Native Island
Native Island ist eine Insel westlich von Stewart Island im Süden von Neuseeland.

## Geographie
Die Insel befindet sich im Übergang des Paterson Inlet/Whaka a Te Wera zur Carter Passage und dem Pazifischen Ozean. Rund 1,9 km südöstlich von Oban entfernt und rund 1,5 km nordwestlich der Halbinsel The Neck, schließt die Insel teilweise das Inlet nach Osten hin ab. Nach Nordwesten trennt ein rund 120 m breiter Kanal die Insel von Stewart Island. Native Island, rund 64 Hektar groß, erstreckt sich über eine Länge von rund 1,35 km in Nordwest-Südost-Richtung und eine maximale Breite von rund 820 m in Südwest-Nordost-Richtung. Die höchste Erhebung der Insel befindet sich mit 65 m im südlicheren Teil.
Die Insel ist bewaldet, mit einem 50 m bis 280 m breiten Streifen sandiger Oberfläche, der die Insel im nördlichen Bereich von Ost nach West durchzieht.